# Rochefort-Montagne
Rochefort-Montagne là một xã thuộc tỉnh Puy-de-Dôme trong vùng Auvergne-Rhône-Alpes miền trung nước Pháp. Xã này nằm ở khu vực có độ cao trung bình 771 mét trên mực nước biển.